# Главная передача
Гла́вная переда́ча — неотъемлемый элемент трансмиссии автомобиля с любым типом двигателя, основной функцией которого является окончательное преобразование крутящего момента для дальнейшей передачи его на ведущие колёса.
Главная передача обычно расположена по оси вращения ведущих колёс, а конструктивно всегда представляет собой механический редуктор (или группу редукторов), хотя в случае автомобилей небольшой массы могут применяться цепная передача или ремённая передача.
Главный оценочный параметр — передаточное отношение.

## Функция главной передачи
Окончательное преобразование крутящего момента, выполняемое главной передачей, необходимо для согласования внешней скоростной характеристики применяемого двигателя с расчётной тяговой характеристикой автомобиля в контексте предполагаемой его эксплуатации (полной массы, максимальной скорости, типичных дорожных условий). При использовании конического, гипоидного и червячного зацеплений главная передача одновременно изменяет под углом в 90 градусов ориентацию оси приводного вала по отношению к оси вала колёс, что может быть ценно с компоновочной точки зрения.

## Главная передача автомобиля
Одинарная главная передача
Редуктор состоит из одной пары зацепления
Цилиндрическая главная передача
Одинарная главная передача с цилиндрическими зубчатыми колёсами. Тип главной передачи, применяемый на переднеприводных легковых автомобилях.
Коническая главная передача
Одинарная главная передача с коническими зубчатыми колёсами
Гипоидная главная передача
Одинарная главная передача с гипоидными зубчатыми колёсами
Червячная главная передача
Одинарная главная передача с червячными зубчатыми колёсами
|  |  |  |

Двойная главная передача
Редуктор состоит из двух пар зацепления.
Центральная двойная главная передача
Двойная главная передача, у которой обе пары зубчатых колёс расположены в общем картере.
Разнесённая двойная главная передача
Двойная главная передача, у которой одна пара зубчатых колёс находится по центру ведущего моста, а также имеется пара идентичных редукторов, каждый из которых находится у своего ведущего колеса.
Двухскоростная главная передача
Главная передача, имеющая две переключаемые передачи с разными передаточными числами. Подобная главная передача позволяет увеличить силовой диапазон трансмиссии, оставляя другие узлы неизменными.
Дифференциал автомобиля всегда собран с ведомой шестернёй главной передачей в единый сборочный узел. По умолчанию сам дифференциал редукцию не осуществляет. При этом существуют дифференциалы, способные одновременно осуществлять редукцию и, таким образом, выполняющие роль главной передачи. Подобные дифференциалы могут применяться на самосвалах с целью уменьшения габаритов основного редуктора главной передачи.
В редких случаях автомобилей небольшой массы (например, типа карт), главная передача выполнена на основе цепной понижающей передачи. Исторически, на начальном этапе автомобилестроения подобными главными передачами могли оснащаться любые автомобили, в том числе грузовые.
|  |  |  |  |

## Элементы трансмиссии, выполняющие роль главной передачи на прочих ТС

### На мотоциклах и велосипедах
Канонический вид — цепная передача. Также могут применяться передачи зубчатым ремнём и карданные передачи с ординарной конической главной передачей по оси ведущего колеса.

### На гусеничных машинах
В контексте гусеничных машин термин «главная передача» обычно не используется, так как конструкция их трансмиссий чрезвычайно разнопланова, не имеет какого-либо общего вида и может включать в себя множество различных зубчатых передач с функциями редуктора постоянно или на некоторых режимах движения. Элементом трансмиссии гусеничных машин, наиболее подходящим под определение главной передачи по её смыслу, является пара так называемых бортовых редукторов, гарантированно присутствующих в трансмиссиях любых гусеничных машин без исключения. Каждый такой редуктор приводит ведущее гусеничное колесо своего борта.

### На локомотивах
Формально в русскоязычном техническом лексиконе термин «главная передача локомотива» отсутствует, но фактически роль таковой выполняет тяговый редуктор, передающий на колёсную пару мощность от тягового электродвигателя или вала привода колесной оси.